# Истер, Ник
Николас Джеймс Истер (англ. Nicholas James Easter, родился 15 августа 1978 года в Эпсоме) — английский регбист и регбийный тренер, выступавший на позиции восьмого и замка (лока). Известен по играм за любительский «Оррелл», «Харлекуинс» из Премьер-Лиги и за сборную Англии (участник трёх чемпионатов мира — 2007, 2011, 2015).

## Происхождение
Отец — Джон Истер, крикетист и игрок в сквош (занимал 1-е место в британском рейтинге и 9-е в мировом). Дед — Питер Ле Ру, уроженец ЮАР, играл за «Спрингбокс». Тётя по отцовской линии, Энн Истер-Смит, писательница. Есть младший брат Марк, также регбист, известен по выступлениям за «Сейл Шаркс».

## Игровая карьера

### Клубная
Ник учился в Далвичском колледже в Южном Лондоне и университете Ноттингем Трент, где изучал банковское дело. Во время учёбы в колледже выступал за команду «Олд Эллейнайан». Работал в Лондоне, играл за команды «Росслин Парк» и «Оррелл», победил с последним в Национальной лиге 1 в 2002 году. С 2004 года и до конца своей карьеры выступал за «Харлекуинс», ознаменовав эпоху наиболее успешных выступлений команды в её истории.
В сезонах 2004/2005, 2005/2006, 2012/2013 и 2014/2015 чемпионата Англии Истер признавался лучшим игроком в составе клуба. В сезоне 2013/2014 в предпоследнем матче против «Бата» Ник стал рекордсменом по числу игр за клуб, проведя 233-й матч. 29 июля 2016 года он объявил о завершении игровой карьеры, отыграв 281 матч за клуб в течение 15 сезонов профессиональной карьеры, выиграв с ним Европейский кубок вызова в 2011 году, чемпионат Англии в 2012 году и Англо-валлийский кубок в 2013 году.

### В сборной

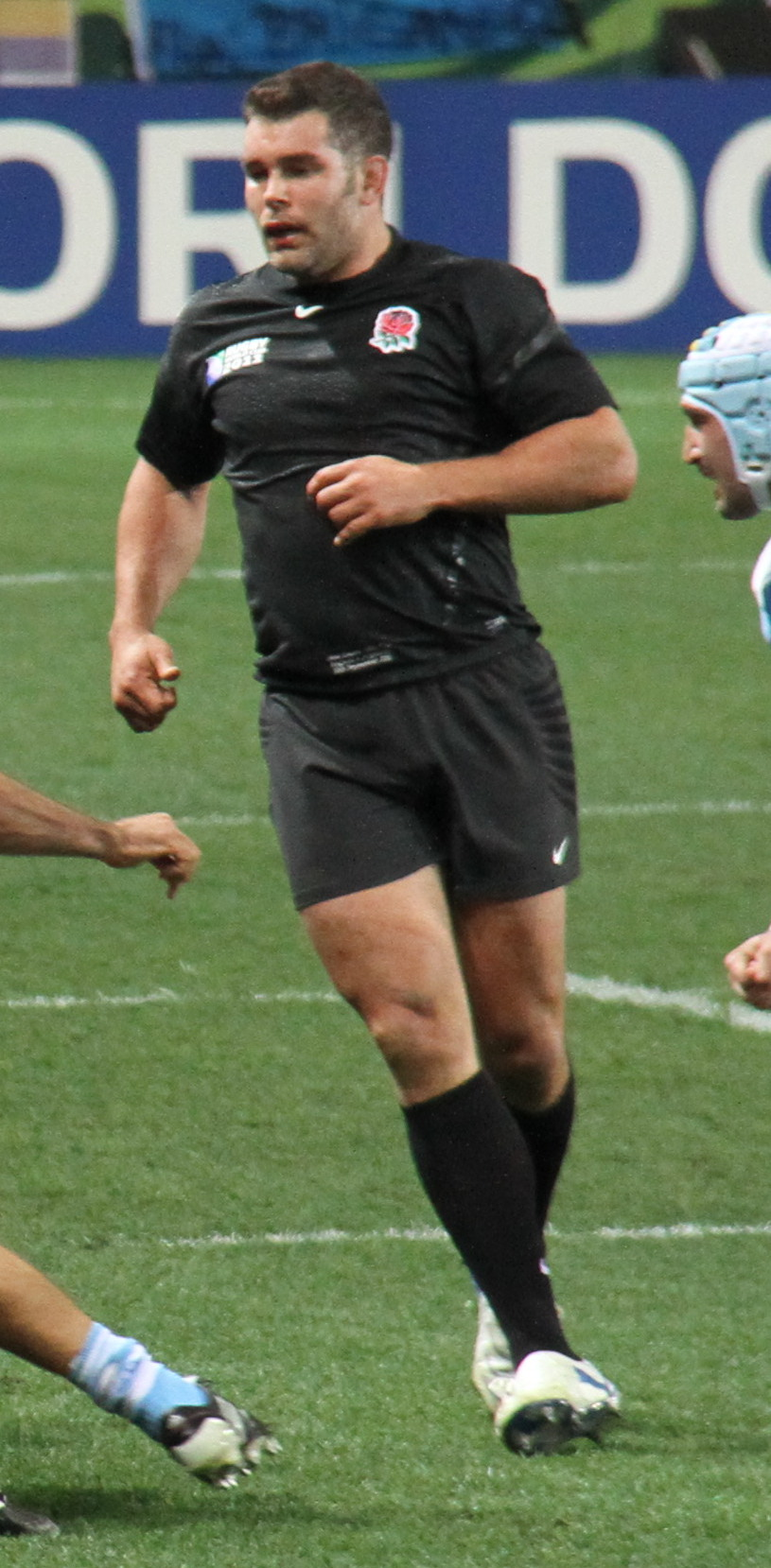
Истер на чемпионате мира 2011 года в игре против Аргентины

#### Дебютные выступления
Дебютную игру за сборную Англии Истер сыграл 10 февраля 2007 года против Италии в рамках Кубка шести наций. 4 августа того же года в контрольном матче накануне чемпионата мира во Франции англичане победили на «Туикенеме» сборную Уэльса со счётом 62:5, а Истер занёс четыре попытки и стал первым в истории сборной Англии игроком на позиции восьмого, установившим такой результат. На Кубке мира он выходил в стартовом составе в шести матчах, доведя сборную до финала, который англичане проиграли южноафриканцам со счётом 6:15. На Кубке шести наций 2008 года по итогам игры против Франции (победа англичан 24:13) Истер выиграл приз лучшего игрока матча. В 2009 году он сыграл все пять матчей сборной на очередном Кубке шести наций. В 2010 году в разгар июньских тест-матчей Истер участвовал в игре против Австралии, в которой англичане одержали победу со счётом 21:20 и впервые с финала ЧМ-2003 победили австралийцев на их же поле. Во время осенней серии тест-матчей Истер вывел команду как капитан на матч против Самоа (победа 26:13).

#### Чемпионат мира 2011 года
В 2011 году Истер, будучи капитаном «Роз», выиграл со сборной Кубок шести наций, хотя команде не достался Большой шлем из-за поражения от Ирландии со счётом 8:24. В том же году сборная Англии выступала на чемпионате мира в Новой Зеландии и проиграла в четвертьфинале французам на стадионе «Иден Парк» со счётом 12:19. Пресса утверждала, что Истер после игры в раздевалке, испытывая досаду от вылета сборной Англии, воскликнул «35 тысяч фунтов стерлингов коту под хвост!» (англ. There's £35k just gone down the toilet), якобы возмущаясь потере денег, которые обещали каждому из игроков сборной Англии за успешное выступление на Кубке мира (при заявке из 30 игроков сборной команда получила бы в случае победы на Кубке мира около 1 млн. фунтов стерлингов). После этого в адрес Истера и других игроков посыпались обвинения в том, что они играют только ради денег. Истер говорил, что не помнит, что он говорил после матча, а позже заявил, что если и сказал, то эту фразу выдернули из контекста: игроки были просто расстроены результатом. По его мнению, на неудачное выступление повлияло неприемлемое поведение игроков вне поля и провальная работа тренеров, о чём пресса писала и до этого. За Истера вступился исполнительный директор Ассоциации игроков в регби Дэмьен Хоупли, сказавший, что игроки могли в сердцах проронить что угодно на фоне поражения.

#### Конец карьеры в сборной
С 2012 по 2014 годы Истер, хотя и не был дисквалифицирован формально после скандала и получил большую поддержку от игроков, не вызывался в сборную, поскольку тренер Стюарт Ланкастер пытался омолодить состав. Истер неоднократно говорил о готовности помочь сборной в любой момент, вернувшись в сборную в 2015 году на Кубок шести наций, где он сыграл свою 50-ю игру против Ирландии (1 марта). В матче открытия на «Миллениуме» против Уэльса он вышел на замену (победа 21:16), а в следующем матче занёс попытку против Италии, став самым возрастным игроком в истории сборной Англии, который когда-либо набирал очки. Перед домашним чемпионатом мира 2015 года он попал в окончательный состав из-за травмы Билли Вунипола, получившего повреждения крестообразных связок в игре против Уэльса, которую англичане проиграли. На том же турнире он сыграл свой последний в карьере за сборную Англии, 54-й матч против Уругвая. 10 октября, занеся три попытки, он помог англичанам победить, но этот матч не имел турнирного значения: англичане не смогли преодолеть плей-офф и остались на третьем месте в группе.

## Стиль игры
Фактурный Истер получил прозвища «Доминатор» и «Генерал» не только за огромную физическую силу и движение с мячом, но и умение играть во время розыгрыша коридоров: даже на закате своей карьеры он демонстрировал отменную игру на позициях восьмого и замка. В матче против «Ньюкасл Фэлконс» в сезоне 2012/2013 сделал с расстояния 20 м точный пас на одноклубника Ника Эванса. Некоторыми отмечалось, что Истер помог сборной безболезненно пережить уход Лоуренса Даллальо.

## Тренерская карьера
По окончании игровой карьеры Истер стал тренером защитников «Харлекуинс». В июле 2018 года он покинул этот пост после смены руководства клуба, завершив своё сотрудничество с командой, длившееся 14 лет. Позже он перешёл в стан клуба «Шаркс»: он был тренером нападающих клуба «Натал Шаркс», игравших в Кубке Карри 2018 года и победивших сборную Западной Провинции со счётом 17:12. С 2019 года тренирует команду «Шаркс» в Супер Регби (тренер нападающих и защитников).

## Вне регби
В 2008—2010 годах Фостер появился трижды на BBC One в телеигре «A Question of Sport», а в 2016 году и в шоу Pointless с другим игроком, Мартином Оффайей.

## Достижения

### Клубные
- Чемпион Англии: 2012 (Харлекуинс)
- Победитель Европейского кубка вызова: 2011 (Харлекуинс)
- Победитель Англо-валлийского кубка: 2013 (Харлекуинс)
- Победитель Чемпионшипа: 2006 (Харлекуинс)
- Победитель Национальной лиги 1: 2002 (Оррелл)

### В сборной
- Серебряный призёр чемпионата мира: 2007
- Победитель Кубка шести наций: 2011